# Richard D. Ryder
Richard D. Ryder, né en 1940 à Purbeck, dans le Dorset, est un écrivain et psychologue britannique. Il s'est fait connaître dans les années 1970 en tant que membre du groupe d'Oxford, un groupe d'intellectuels de l'université d'Oxford qui réfléchissaient au statut moral des animaux et aux traitements qu'ils subissaient, notamment l'expérimentation animale et l'élevage industriel. Il travaillait à l'époque au service de psychologie de l’hôpital Warneford à Oxford, et a pratiqué lui-même des recherches sur les animaux.
En 1970, il inventa le terme de spécisme pour décrire l'exclusion de la sphère morale et juridique dont faisaient l'objet les animaux. De 1977 à 1979, il fut président du conseil du RSPCA et participa à l'organisation de la première conférence universitaire sur l'antispécisme, en août 1977 au Trinity College à Cambridge. La conférence produisit une « déclaration contre le spécisme », signée par 150 personnes.
Ryder a écrit de nombreux ouvrages critiquant l'expérimentation animale, soutenant l'antispécisme, abordant l'éthique et la politique, dont Victims of Science (1975), Animal Revolution (1989), et Painism : A Modern Morality (2001).

## Biographie
Ryder est né d'un père officier et de la seconde femme de ce dernier. Il obtient un master en psychologie expérimentale à l'université de Cambridge (1960-1963). Il fait des recherches en psychologie animale à l'université Columbia et passe un diplôme de psychologie clinique à l'université d'Édimbourg. Ensuite, il travaille comme clinicien à l’hôpital psychiatrique de Warneford à Oxford.
En 1980, il se présente sans succès au parlement britannique, et fonde un groupe de protection animale. Il revient à Cambridge pour passer un doctorat en sciences sociales et politiques en 1993. Il obtient une chaire de professeur associé à l'université Tulane à la Nouvelle-Orléans, en 1996.

## Le militant antispéciste

### Groupe d'Oxford
Ryder s'impliqua dans la protection animale en 1969, quand il manifesta contre la chasse à la loutre dans le Dorset. En avril et mai de la même année, il écrivit trois lettre au Daily Telegraph. Dans la première, intitulée Rights of Non Human Animals, il critiqua l'expérimentation animale en se fondant sur sa propre expérience en la matière. Il y avait un intérêt croissant pour la protection animale à l'époque, à la suite de la publication d' Animal Machines (1964) par Ruth Harrison, une critique de l'élevage industriel, et de l'articleThe Rights of Animals (1965), par l'écrivaine et féministe Brigid Brophy, dans le Sunday Times.
Brophy lut les lettres de Ryder au Daily Telegraph et le mit en contact avec trois étudiants d'Oxford (Roslind et Stanley Godlovitch, et John Harris), qui publièrent un recueil d'articles relatifs au traitement des animaux, Animals, Men and Morals: An Inquiry into the Maltreatment of Non-humans (1971). Ryder s'impliqua dans ce qui sera par la suite appelé le groupe d'Oxford, et devint un militant antispéciste, publiant des brochures et organisant des conférences. Il contribua à des ouvrages collectifs et participa à plusieurs émissions de radio ou de télévision.

### Spécisme
Ryder fut le premier à employer le terme « spécisme » (speciesism) dans une brochure contre l'expérimentation animale distribuée à Oxford en 1970. Il explique dans son article intitulé speciesism que : 

« depuis Darwin, les scientifiques admettent qu’il n’y a aucune différence essentielle “magique” entre les humains et les autres animaux, biologiquement parlant. Pourquoi, dès lors, faisons-nous moralement une distinction radicale ? Si tous les organismes sont sur un seul continuum biologique, nous devrions aussi être sur ce même continuum. »

Il écrivit que, au même moment au Royaume-Uni, 5 millions d’animaux étaient utilisés chaque année pour l’expérimentation, et que cette façon de tirer bénéfice, pour notre propre espèce, de mauvais traitements infligés aux autres n’est rien d’autre que du spécisme et, en tant que tel, n’est qu’un argument émotionnel égoïste plutôt qu’un argument rationnel. Ryder réemploya le terme dans l’essai “Expérimentations sur les animaux” dans Animals, Men and Morals (1971), un recueil d’essais sur les droits des animaux édité par trois autres membres du groupe d’Oxford, Stanley et Roslind Godlovitch et John Harris. Il y écrit : 

« Les mots “race” et “espèce” sont des termes aussi vagues l’un que l’autre que l’on utilise pour classifier les êtres vivants principalement sur la base de leur apparence. On peut faire une analogie entre les deux. La discrimination sur la base de la race, bien que tolérée presque universellement il y a deux siècles, est maintenant largement condamnée. De la même façon, il se pourrait qu’un jour les esprits éclairés abhorreront le spécisme comme ils détestent aujourd’hui le racisme. L’illogisme dans ces deux formes de préjugés est du même type. Si nous acceptons comme moralement inacceptable de faire souffrir délibérément des êtres humains innocents, alors il est logique de trouver inacceptable de faire souffrir délibérément des êtres innocents d’autres espèces. Le temps est venu d’agir selon cette logique. »

Peter Singer publie un compte-rendu de ce livre en 1973 dans The New York Review of Books, dans lequel il écrit qu'il s'agit d'un appel à la création d'un mouvement de libération animale. De cet article, Singer fait un livre, La Libération animale, publié en 1975.

### Groupe de réforme de la RSPCA
Le groupe de réforme de la Royal Society for the Prevention of Cruelty to Animals (RSPCA) fut fondé en 1970 par des membres de la RSPCA. Son but était de transformer la RSPCA, une organisation alors dédiée principalement aux animaux de compagnie, en une organisation s'opposant aux principales exploitations animales : l'élevage industriel, l'expérimentation animale, la chasse et les combats d'animaux. Ce groupe permis d'élire des réformistes à la tête de l'organisation, parmi lesquels Ryder, élu au conseil en 1971, vice-président en 1976 et président de 1977 à 1979.

### Pathocentrisme
Ryder formula également le terme « pathocentrisme » (painism) en 1990. Selon ce concept, tous les êtres dotés de la capacité de ressentir (sentients) devraient avoir des droits. Il présente le pathocentrisme comme une troisième voie entre l'approche utilitariste de Peter Singer et l'approche déontologiste de Tom Regan. Il combine deux idées : le statut moral découle de la sentience et l'attribution de droits aux animaux. Ces derniers ne doivent pas être utilisés comme des moyens. Il critique la notion de valeur inhérente de Regan et la conclusion que l'exploitation animale peut se justifier si elle maximise le bien-être du plus grand nombre. Ryder est apparu dans le film Speciesism en 2012, dans lequel il résume sa position.

### Contre l'Oxford animal laboratory
Ryder soutient le VERO (Voice for Ethical Research at Oxford), un groupe de diplômés et de chercheurs d'Oxford formé en 2006. Ceux-ci s'opposent à la construction d'un nouveau laboratoire de recherche utilisant des animaux.